# Леспезь (Бакеу)
Леспезь, Леспезі (рум. Lespezi) — село у повіті Бакеу в Румунії. Входить до складу комуни Гирлень.
Село розташоване на відстані 253 км на північ від Бухареста, 16 км на північний захід від Бакеу, 83 км на південний захід від Ясс, 142 км на північний схід від Брашова.

## Населення
За даними перепису населення 2002 року у селі проживали 2564 особи.
Національний склад населення села:
| Національність | Кількість осіб | Відсоток |
| -------------- | -------------- | -------- |
| румуни         | 2517           | 98,2%    |
| угорці         | 22             | 0,9%     |
| чанго          | 21             | 0,8%     |

Рідною мовою назвали:
| Мова      | Кількість осіб | Відсоток |
| --------- | -------------- | -------- |
| румунську | 2522           | 98,4%    |
| угорську  | 38             | 1,5%     |